# Rashid Khalidi
Rashid Ismail Khalidi (Nova Iorque, 18 de novembro de 1948), em árabe: رشيد خالدي,  é um historiador palestino-americano que pesquisa a história do Oriente Médio e ocupa a Cadeira Professor Edward Said de Estudos Árabes Modernos na Universidade de Columbia. Ele atuou como editor do Journal of Palestine Studies de 2002 a 2020, quando se tornou coeditor com Sherene Seikaly .
Ele é autor de vários livros, incluindo A Guerra dos Cem Anos na Palestina e Identidade Palestiniana: A Construção da Consciência Nacional Moderna. Atuou como presidente da Associação de Estudos do Oriente Médio e lecionou na Universidade Libanesa, na Universidade Americana de Beirute, na Universidade de Georgetown e na Universidade de Chicago.

## Família, educação e carreira
Nascido na cidade de Nova Iorque, Rashid é filho de Ismail Khalidi, um cidadão saudita de origem palestina ( Jerusalém) que trabalhava para a Organização das Nações Unidas. Sua mãe era uma decoradora de interiores libanesa-americana. Rashid é sobrinho de Husayin al-Khalidi e pai do dramaturgo Ismail Khalidi e do ativista e advogado Dima Khalidi. Rashid frequentou a Escola Internacional das Nações Unidas.
Em 1970, Khalidi graduou-se no bacharelado pela Universidade de Yale, onde foi membro da Wolf's Head Society. Rashid recebeu seu PhD da Universidade de Oxford em 1974. De 1976 a 1983, Khalidi foi professor assistente em tempo integral no Departamento de Estudos Políticos e Administração Pública da Universidade Americana de Beirute e foi pesquisador no Instituto de Estudos da Palestina. Ele também lecionou na Universidade Libanesa .
Khalidi tornou-se politicamente ativo em Beirute, onde residiu durante a Guerra do Líbano de 1982. Khalidi foi citado na mídia durante este período, às vezes como funcionário do Serviço de Notícias Palestino (WAFA), ou da Organização para a Libertação da Palestina (OLP), entretanto, Khalidi disse que não era porta-voz da OLP. Posteriormente, as fontes discordaram quanto à natureza ou existência do relacionamento oficial de Khalidi com a organização.
Ao retornar para os Estados Unidos, Khalidi passou dois anos lecionando na Universidade de Columbia antes de ingressar no corpo docente da Universidade de Chicago em 1987, onde passou oito anos como professor e diretor do Centro de Estudos do Oriente Médio e do Centro de Estudos Internacionais da Universidade de Chicago. Durante a Guerra do Golfo, enquanto lecionava em Chicago, Khalidi emergiu como um dos comentaristas mais influentes dos estudos do Oriente Médio. Em 2003, ingressou no corpo docente da Universidade de Columbia, onde atualmente atua na Cadeira Professor Edward Said de Estudos Árabes Modernos. Ele também lecionou na Universidade de Georgetown.
Khalidi é casado com Mona Khalidi, que foi reitora assistente de assuntos estudantis e diretora assistente de estudos de pós-graduação da Escola de Relações Públicas e Internacionais da Universidade de Columbia.
Ele é membro do Comitê Consultivo Nacional do Comitê Inter-religioso dos EUA para a Paz no Oriente Médio, que se descreve como "uma organização nacional de judeus, cristãos e muçulmanos dedicada ao diálogo, à educação e à defesa da paz baseada nos ensinamentos mais profundos de as três tradições religiosas".
Ele é membro do Conselho de Patrocinadores do Palestine–Israel Journal, uma publicação fundada por Ziad Abuzayyad e Victor Cygielman, proeminentes jornalistas palestinos e israelenses. Ele é o curador fundador do Centro de Pesquisa e Estudos da Palestina. Ele também é membro do Conselho de Relações Exteriores .
Em outubro de 2010, Khalidi proferiu a palestra anual em memória de Edward Said no Palestine Center em Washington.

## Trabalho acadêmico
A pesquisa de Khalidi cobre principalmente a história do Oriente Médio moderno. Centra-se nos países do sul e doMediterrâneo Oriental, com atenção à emergência de várias identidades nacionais e ao papel desempenhado pelas potências externas no seu desenvolvimento. Ele também pesquisa o impacto da imprensa na formação de novos sentidos de comunidade, o papel da educação na construção da identidade política e na forma como as narrativas se desenvolveram ao longo dos últimos séculos na região. Ele atuou como presidente da Associação de Estudos do Oriente Médio da América do Norte em 1994 e atualmente é coeditor do Journal of Palestine Studies com Sherene Seikaly.
Grande parte do trabalho acadêmico de Khalidi na década de 1990 focou na construção histórica do nacionalismo no mundo árabe. Baseando-se no trabalho do teórico Benedict Anderson, que descreveu as nações como "comunidades imaginadas", ele não postula identidades nacionais primordiais, mas argumenta que essas nações têm legitimidade e direitos. Em Identidade Palestina: A Construção da Consciência Nacional Moderna (1997), ele situa o surgimento da identidade nacional palestina no contexto do colonialismo otomano e britânico, bem como no esforço sionista no Levante. A Identidade Palestina ganhou a principal homenagem da Middle East Studies Association, o Albert Hourani Book Award como melhor livro de 1997.
A sua contextualização história da emergência do nacionalismo palestiniano no início do século XX e o traçado dos seus contornos fornecem uma réplica às reivindicações nacionalistas israelitas de que os palestinianos não tinham reivindicações coletivas antes da criação de Israel em 1948. A sua obra de assinatura, Identidade Palestina: A Construção da Consciência Nacional Moderna (Columbia University Press, 1997), argumenta que os árabes que viviam na Palestina começaram a considerar-se como um povo distinto décadas antes de 1948 e que a luta contra o sionismo não  explica por si só o nacionalismo palestino.
Rashid Khalidi também descreve o desenvolvimento tardio, as falhas e as divisões internas dentro dos vários elementos do movimento nacionalista palestino.
Em Resurrecting Empire: Western Footprints and America's Perilous Path in the Middle East (2004), Khalidi leva os leitores num passeio histórico pelo envolvimento ocidental no Oriente Médio e argumenta que estas interações continuam a ter uma natureza colonialista e que é moralmente inaceitável. O livro de Khalidi, Sowing Crisis, coloca a abordagem dos Estados Unidos ao Médio Oriente num contexto histórico. Ele critica duramente as políticas dos EUA durante a Guerra Fria, escrevendo que as políticas da Guerra Fria "formuladas para se opor aos soviéticos, minaram consistentemente a democracia e exacerbaram as tensões no Oriente Médio".

### Identidade Palestina
Identidade Palestina: A Construção da Consciência Nacional Moderna (1997), é o livro mais influente e mais citado de Khalidi. Em Identidade Palestina, Khalidi demonstra que a consciência nacional palestiniana teve origem perto do início do século XX. Khalidi descreve a população árabe do Mandato Britânico da Palestina como tendo "identidades sobrepostas", com algumas ou muitas expressando lealdades a aldeias, regiões, uma nação projetada da Palestina, uma alternativa de inclusão em uma Grande Síria, um projeto nacional árabe, bem como ao Islã. No entanto, a Identidade Palestina foi a primeira a demonstrar o nacionalismo palestino substantivo no início do período do Mandato.
Seu trabalho enfatiza que a identidade palestiniana tem sido fundamentalmente fluida e mutável, tecida a partir de múltiplas “narrativas” devido a experiências individuais e familiares. Ele descreveu a identidade como desenvolvida organicamente devido aos desafios dos camponeses forçados a abandonar as suas casas devido à pressão dos imigrantes sionistas, mas sendo o nacionalismo palestiniano também muito mais complexo do que uma mera reação anti-sionista. Elogios por seu livro apareceram na revista Foreign Affairs, com o revisor William B. Quandt vendo o trabalho como "uma importante contribuição para a compreensão histórica do nacionalismo palestino".
Khalidi também documenta a oposição ativa da imprensa árabe ao sionismo na década de 1880.

### A Jaula de Ferro: A História da Luta Palestina pelo Estado
Em 2006, Khalidi publicou The Iron Cage: The Story of the Palestinian Struggle for Statehood, que examina criticamente a luta palestina por um Estado durante o Mandato Britânico. Destaca tanto os fracassos da liderança palestiniana como os papéis britânicos e sionistas no impedimento da criação de um Estado para a Palestina.

## Vida pública
Khalidi escreveu dezenas de artigos acadêmicos sobre a história e a política do Oriente Médio, bem como artigos de opinião em muitos jornais dos EUA. Ele também foi convidado em programas de rádio e TV, incluindo All Things Considered, Talk of the Nation, Morning Edition, Worldview, The News Hour com Jim Lehrer, Charlie Rose e Nightline, e apareceu na BBC, na CBC, na França. Inter e a Voz da América. Ele serviu como presidente do Comitê Americano sobre Jerusalém, agora conhecido como Força-Tarefa Americana sobre a Palestina, e aconselhou a delegação palestina na Conferência de Madri de 1991 .

### Opiniões sobre o conflito israelo-palestiniano
Khalidi escreveu que o crescimemto do sionismo e o estabelecimento do Estado de Israel resultou no                                     "desenraizamento das comunidades judaicas mais antigas e seguras do mundo, que tinham encontrado nas terras árabes uma tolerância que, embora imperfeita, era inexistente no Ocidente cristão, frequentemente genocida e inimigo dos judeus."
Em relação à proposta de solução de dois Estados para o conflito israelo-palestiniano, Khalidi escreveu que "a agora universalmente aplaudida solução de dois Estados enfrenta o rolo compressor das ações de Israel nos territórios ocupados ao longo de mais de quarenta anos, ações que foram expressamente concebidas para tornar impossível sua realização em qualquer forma significativa." No entanto, Khalidi também observou que “também existem falhas nas alternativas, agrupadas sob a rubrica da solução de Estado único” 
Ele apoia o movimento Boicote, Desinvestimento e Sanções.
Quanto ao apoio americano a Israel, Khalidi afirmou numa entrevista: "todos os outros lugares na face da terra apoiam os palestinos, mas todos eles juntos não são nada em comparação com os Estados Unidos e Israel, porque os Estados Unidos e Israel podem basicamente fazer o que quiserem. Eles são a superpotência mundial, são a superpotência regional."

## Trabalhos publicados
- British Policy towards Syria and Palestine, 1906–1914: A Study of the Antecedents of the Hussein-McMahon Correspondence, the Sykes-Picot Agreement and the Balfour Declaration. Ithaca Press para St. Antony's College, 1980.
- Palestine and the Gulf (Co-editor), Instituto de Estudos da Palestina, 1982.
- Under Siege: PLO Decisionmaking During the 1982 War (Sob cerco: tomada de decisões da OLP durante a guerra de 1982). Columbia University Press, 1986.
- The Origins of Arab Nationalism (As Origens do Nacionalismo Árabe) (Co-editor com Lisa Anderson, Muhammad Muslih, e Reeva S. Simon), Columbia University Press, 1991.
- Palestinian Identity: The Construction of Modern National Consciousness (Identidade Palestiniana: A Construção da Consciência Nacional Moderna). Columbia University Press, 1997.
- Resurrecting Empire: Western Footprints and America's Perilous Path in the Middle East (Ressuscitando o Império: Pegadas Ocidentais e o Caminho Perigoso da América no Oriente Médio). Beacon Press, 2004.
- The Iron Cage: The Story of the Palestinian Struggle for Statehood. Beacon Press, 2006.
- Sowing Crisis: The Cold War and American Dominance in the Middle East (Semeando a crise: a guerra fria e o domínio americano no Oriente Médio). Beacon Press, 2009.
- Brokers of Deceit: How the U.S. Has Undermined Peace in the Middle East (Corretores do engano: como os EUA minaram a paz no Oriente Médio), Beacon Press, 2013. ISBN 978-08070-4475-9
- The Hundred Years' War On Palestine: A History of Settler Colonialism and Resistance, 1917-2017. Metropolitan Books, 2020. ISBN 978-1-627-79855-6
  - Tradução portuguesa: Palestina -Uma Biografia: Cem anos de guerra e resistência, tradução de Carla Ribeiro. Porto Editora, 2022.
  - Palestina: Um século de guerra e resistência, 1917–2017, tradução de Rogerio W. Galindo. Todavia, 2024.